# Aromatisch aldehyde

Benzaldehyde

Een aromatisch aldehyde is een aldehyde waarvan de aldehydegroep gebonden is aan een aromatische ring.
Benzaldehyde is het eenvoudigste aromatisch aldehyde.

## Andere voorbeelden van aromatische aldehyden
- 2-methylbenzaldehyde
- 3-methylbenzaldehyde
- 4-methylbenzaldehyde
- 2-hydroxybenzaldehyde, (salicylaldehyde)
- 4-hydroxybenzaldehyde
- 4-methoxybenzaldehyde, (anijsaldehyde)
- 4-hydroxy-3-methoxybenzaldehyde, (vanilline)
- 3-ethoxy-4-hydroxybenzaldehyde, (ethylvanilline)
- 1,3-benzodioxol-5-carbaldehyde, (heliotropine), (piperonal)